# Неелов, Николай Александрович
Николай Александрович Неелов  (17 июня 1835 — 13 апреля 1888) — русский военный деятель, генерал-майор Свиты (1880).

## Биография
Родился в 1835 году. Происходил из дворянского рода Нееловых.
Учился в Пажеском корпусе, откуда в 1853 году был выпущен прапорщиком в Московский лейб-гвардии полк. В 1855 году, в ходе Крымской войны был командирован на театр военных действий, в Крым, в распоряжение главнокомандующего, генерал-адъютанта князя М. Д. Горчакова.
В конце 1862 года был назначен ординарцем начальника штаба Отдельного гвардейского корпуса А. И. Бреверна де ла Гарди.
В 1863 году Неелов откомандирован в Вильно для сформирования третьего батальона Московского лейб-гвардии полка, в рядах которого продолжал числиться всё это время. Затем во главе одной из рот этого батальона принимал участие в боях с польскими повстанцами в городе Вильно.
В 1875 году Неелов был назначен флигель-адъютантом императора Александра II и вскоре после этого — командиром 1-го лейб-гренадерского Екатеринославского полка. К этому времени был награждён орденами Святого Станислава 2-й степени с императорской короной и Святой Анны 2-й степени.
Во время Русско-турецкой войны 1877—1878 годов во главе полка сражался на Закавказском театре военных действий. Являлся участником Авлияр-Аладжинского сражения, за отличие в котором был награждён орденом святого Владимира 4-й степени с мечами. После этого во главе полка участвовал в штурме Карса, за что был награждён орденом святого Владимира 3-й степени с мечами.
В августе 1880 года он был произведен в генерал-майоры, а в ноябре того же года зачислен в Свиту Его Императорского Величества.
Скончался в 1888 году. Похоронен на Тихвинском кладбище Александро-Невской лавры.